# Strefy odporności okrętu
Strefa odporności – pojęcie z zakresu ochrony biernej okrętów, oparte na koncepcji zakładającej naukowe podejście do empirycznego ustalenia niezbędnej grubości, kształtu i struktury opancerzenia okrętów, przez określenie stopnia ochrony biernej okrętu z uwzględnieniem prawdopodobieństwa trafienia przez pocisk w określony sposób.
Do początku lat 30. XX wieku grubość pancerza określano przez ustalenie jego przebijalności przez pocisk określonego kalibru z określonej odległości. Takie podejście nie brało w ogóle pod uwagę prawdopodobieństwa trafienia w określony sposób. Nowe, bardziej zaawansowane badania poprzedzone były precyzyjną oceną możliwych do zaistnienia sytuacji taktycznych, w których okręty mogą się znaleźć, po czym dopiero określenie najmniejszej odległości strzału, przy której ochronę zapewni pancerz boczny, oraz największej odległości strzału, przy której pancerz poziomy zapewni ochronę przeciwko pociskowi spadającemu z góry. Różnica między tymi dwoma odległościami określona została jako immune zone (strefa odporności), w której okręt jest dobrze chroniony przeciwko pociskom o określonym kalibrze.
Koncepcję stref odporności zastosowano po raz pierwszy na początku lat 30. XX wieku w Stanach Zjednoczonych, w ramach programu rozwoju konstrukcji nowych ciężkich krążowników typu New Orleans, gdy zamiast określania w wymaganiach taktyczno-technicznych okrętów konkretnych grubości pancerza w określonych miejscach, Biuro Okrętów określiło w wymaganiach projektowych jedynie ich strefy odporności. Wprowadzenie koncepcji stref odporności umożliwiło także wprowadzenie bardziej naukowych metod określania optymalnego sposobu rozkładu pancerza. W ten sposób określono na przykład strefę odporności dla krążowników New Orleans, przy ostrzale amunicją kalibru 203 mm dla magazynów amunicji wynoszącą 12 000 na 24 000 jardów (10 973 na 21 945 metrów), oraz 15 000 (13 716 metrów) na 24 000 jardów dla maszynowni i centrali przekaźników.
Koncepcja stref odporności była następnie kontynuowana przy projektowaniu i budowie kolejnych typów krążowników, a także pancerników typu North Carolina, South Dakota, Iowa i następnych.